# Änniksaare
Koordinaten: 59° 1′ N, 26° 57′ O
Änniksaare ist ein Dorf (estnisch küla) in der Landgemeinde Avinurme (Avinurme vald). Es liegt im Nordosten Estlands, im Kreis Ida-Viru (Ost-Wierland).
Das Dorf hat 25 Einwohner (Stand 2010).

## Persönlichkeiten
Berühmtester Sohn des Ortes ist der estnische Schriftsteller Heino Kiik (1927–2013).